# Paula Harper
Pour les articles homonymes, voir Harper.
Paula Hays Harper, née Fish, le 17 novembre 1930, morte le 3 juin 2012  est une historienne de l'art américaine. Elle apporte une perspective féministe à l'étude de la peinture et de la sculpture.

## Biographie
Paula Harper est née à Scituate, Massachusetts. Fille unique, elle grandit à Philadelphie. Dans la vingtaine, elle s'installe à New York, où elle est danseuse professionnelle. Après une blessure liée à la danse, elle décide d'étudier l'histoire de l'art au Hunter College de New York. Elle obtient son BA et MA. En 1976, elle obtient son doctorat en histoire de l'art à l'Université de Stanford. Elle est l'une des premières étudiantes de Linda Nochlin. 
Paula Harper joue un rôle important dans la création du programme d'art féministe au California Institute of the Arts au début des années 1970. Elle est à l'origine de l'installation Womanhouse, de 1972,. C'est l'une des premières expositions d'art réalisée uniquement par des femmes, sur les femmes.
En 1981, elle collabore avec Ralph E. Shikes sur une biographie complète de l'impressionniste français du XIXe siècle Camille Pissarro. Elle enseigne à l'Université de Miami de 1983 jusqu'en 2011. Elle contribue à la scène artistique de Miami. Elle publie régulièrement ses critiques d'art dans les magazines Art in America et The Miami News.

## Publications
- Hays Harper, « California Art for Peace: May 1970 », Art Journal, The College Art Association of America, Inc, vol. 30,‎ winter 1970–1971
- Paula Hays Harper, Votes for Women? A Graphic Episode in the Battle of Sexes in Art and Architecture in the Service of Politics, Cambridge, Mass., MIT Press, 1978, 156 p.
- Paula Hays Harper, Daumier's Clowns: Les Saltimbanques, Et Les Parades, New Biographical and Political Functions for a Nineteenth Century Myth (Outstanding Dissertations in the Fine Arts), New York, Garland Publishing, 1981, 211 p. (ISBN 9780824039493)
- Paula Harper et Ralph Shikes, Pissarro: His Life and Work, New York, Horizon Press, 1980, 362 p.
- (de) Paula Harper et Ralph Shikes, Pissarro, The Father of Impressionism, Königstein, Athenäum, 1981, 333 p.